# خورخه فلیکس (بازیکن فوتبال اسپانیا)
خورخه فلیکس (انگلیسی: Jorge Félix؛ زادهٔ ۲۲ اوت ۱۹۹۱) بازیکن فوتبال اهل اسپانیا است.
از باشگاه‌هایی که در آن بازی کرده‌است می‌توان به باشگاه فوتبال پیاست گلیویتسه اشاره کرد.